# Tristerix peruvianus
Tristerix peruvianus är en tvåhjärtbladig växtart som först beskrevs av Patschovsky, och fick sitt nu gällande namn av J. Kuijt. Tristerix peruvianus ingår i släktet Tristerix och familjen Loranthaceae. Inga underarter finns listade i Catalogue of Life.